# Cervecería Boliviana Nacional
Cervecería Boliviana Nacional S.A. (también conocida por su acrónimo CBN) es una empresa boliviana productora de bebidas creada en 1877 por Alexander Wolf con el nombre de Wolf & Company y que en la actualidad controla el 90% en la participación del mercado de cervezas en Bolivia. 
La compañía produce tanto bebidas alcohólicas como no alcohólicas, y también opera en el área de los alimentos. 

## Historia
A finales de 1986, la CBN invita al Sr. Max Fernández Rojas a asumir como gerente de la compañía. 
La empresa Envases de Aluminio Boliviano S.R.L. es fundada en 1995 en Oruro y es el productor predeterminado de latas de aluminio de la CBN. Fernández falleció en un accidente aéreo cuando retornaba de inaugurar dicha fábrica. 
Jhonny Fernández hereda las acciones de su padre Max tras su muerte y las vende el año 2000 a Quilmes Industrial S.A. para que sus adversarios políticos dejen de hostigarlo vinculando su labor en la CBN con su actividad política en Unidad Cívica Solidaridad.
Entre los años 2001 y 2003, como consecuencia de dos procesos de fusión, la Sociedad ha incrementado su patrimonio, incorporando, a partir del 1° de agosto de 2001 los patrimonios de Cervecería Boliviana Nacional Santa Cruz S.A., Cervecería Santa Cruz S.A. y Cervecería Bavaria Unión Tarija S.A. y a partir del 1° de enero de 2003, los patrimonios de Cervecería Taquiña S.A. y Envases de Aluminio Boliviano S.R.L. (Enalbo S.R.L.). 
QUINSA es adquirido por AmBev, AmBev por Interbrew e Interbrew adquiere Anheuser-Busch formando Anheuser-Busch InBev. InBev es dueño de la CBN a través de un holding sueco y ya no a través de Quilmes. 
El 9 de octubre de 2009, la cervecería incorporó mediante un proceso de fusión por absorción a la Corporación de Bebidas Bolivianas (legalmente Bebidas y Aguas Gaseosas de Occidente S.R.L.) por un monto igual a $us 27 millones, con lo cual integró a su patrimonio dos plantas de elaboración y envasado de bebidas gaseosas. 

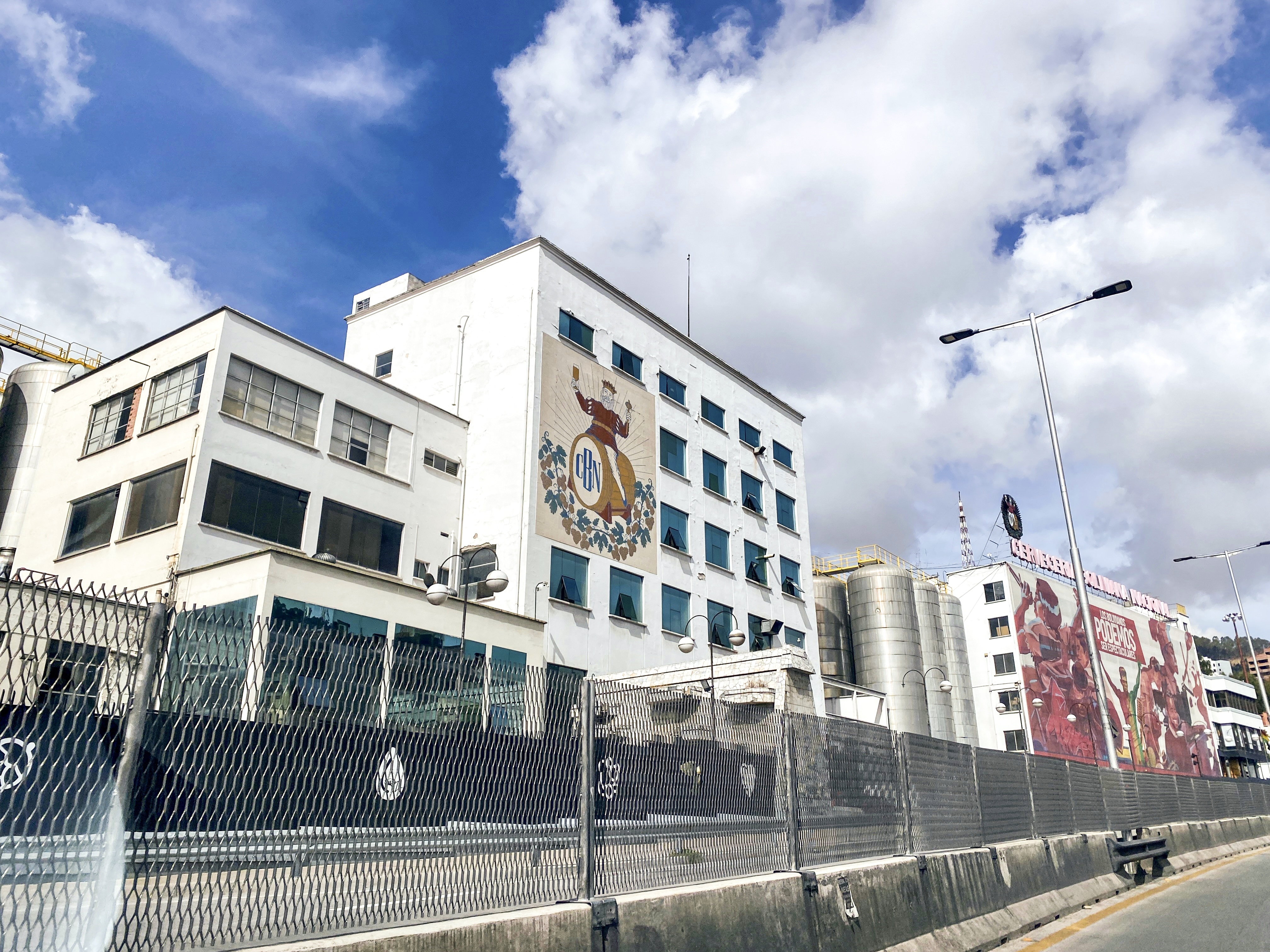
Sede corporativa y planta principal de la CBN en La Paz

La CBN opera con ocho plantas y sus principales centros de producción están en las ciudades de La Paz, Santa Cruz de la Sierra y Cochabamba. 
La empresa registra 11 marcas de cervezas y 1 de bi-cervecina, y 1 bebida de malta y las más reconocidas y consumidas son Paceña, Huari, Taquiña, Ducal y Maltín. La cerveza líder de la producción boliviana es la Paceña Pilsener que deriva de La Paz, es la primera y original cerveza de la empresa.

## Problemas legales
Ante las leyes bolivianas se encuentran 2 multas que suman más de 14 millones de dólares americanos contra Cervecería Boliviana Nacional S.A., por las prácticas anticompetitivas cometidas en perjuicio de CERVECERIA AMAZONICA S.A. (2010-2016) y CERVECERIA NACIONAL POTOSI LTDA. (1907-ACTUALIDAD), entre las faltas están actos de competencia desleal y prácticas empresariales anticompetitivas respectivamente, relacionados estos actos al intento de monopolizar el mercado de consumo.